# 上原諒 (気象予報士)
上原 諒（うえはら りょう、1990年5月7日 - ）は、日本の気象予報士。オフィス気象キャスター所属。

## 経歴
北海道出身。血液型はO型。
北海道札幌南高等学校を経て東北大学理学部へ入学。大学3年時に気象予報士の資格を取得。大学卒業後、東北放送へ入社。入社時から2年間テレビディレクターを務めたのち、気象キャスターに抜擢。趣味はマラソン。同局のジョガーズにも所属している。
2018年から大手人材企業のキャリアコンサルタント、2022年から外資系IT企業にて気象予報や営業サポートなどを担当した。
2024年からオフィス気象キャスター所属となった。
また、NPO法人気象キャスターネットワーク会員でもある。

## 出演番組
- 札幌テレビ「どさんこワイド179」

## 過去の出演番組

### 東北放送
テレビ
- 「ウォッチン!みやぎ」木 - 金
- 「サタデ－ウォッチン!」
- 「Nスタみやぎ」月 - 水 ※不定期

ラジオ
- 「GOODモーニング」木 - 金
- 「COLORS」木 - 金
- 「ランチボックス-L」月 - 水 ※不定期
- 「ロジャー大葉のラジオな気分」月 - 水 ※不定期
- 「EARLY BIRD」
- 「それいけミミゾー」